# NHK 밤 연속 드라마
NHK 밤 연속 드라마는 2002년  - 2005년까지 NHK 종합에서 방송 된 연속 드라마.

## 방송 목록
- 《한밤중는 별도의 얼굴》: 2002년 4월 1일 - 5월 23일
- 《사랑하라 처녀》: 2002년 7월 1일 - 8월 1일
- 《로커의 하나코 씨》: 2002년 8월 26일 - 10월 4일
- 《맞선 방랑기》: 2002년 10월 7일 - 11월 7일
- 《정령 흘려 ~너를 잊지 않을거야~》: 2002년 11월 11일 - 12월 5일
- 《카루타 퀸》: 2003년 1월 6일 - 1월 30일
- 《아기를 찾아라》: 2003년 2월 17일 - 3월 6일
- 《여주인이됩니다!》: 2003년 3월 31일 - 5월 8일
- 《여신의 사랑》: 2003년 5월 19일 - 6월 19일
- 《블루 혹은 블루》: 2003년 6월 23일 - 7월 17일
- 《니코니코 일기》: 2003년 8월 18일 - 10월 2일
- 《돌아온 로커의 하나코 씨》: 2003년 10월 6일 - 11월 6일
- 《백년의 사랑》: 2003년 11월 10일 - 12월 4일
- 《잠깐만 기다려, 하나님》: 2004년 1월 5일 - 2월 5일
- 《드림~90 일에 1 억엔~》: 2004년 3월 29일 - 5월 6일
- 《더 많이 사랑하라 처녀》: 2004년 5월 17일 - 6월 25일
- 《소방인 마치》: 2004년 7월 12일 - 8월 12일
- 《토키오 아버지에게의 전언》: 2004년 8월 30일 - 9월 30일
- 《결혼의 형태》: 2004년 10월 4일 - 11월 11일
- 《아임 홈 머나먼 귀로》: 2004년 11월 15일 - 12월 16일
- 《룸쉐어의 여자》: 2005년 1월 10일 - 2월 17일
- 《사랑과 우정의 부기우기》: 2005년 3월 28일 - 5월 5일
- 《웃는 세자매》: 2005년 5월 16일 - 6월 16일
- 《7색의 만세》: 2005년 6월 20일 - 7월 28일
- 《다이아몬드의 사랑》: 2005년 8월 22일 - 10월 6일
- 《이상의 생활》: 2005년 10월 10일 - 11월 10일
- 《돈마이!》:2005년 11월 14일 - 12월 22일